# 鼓场街道
鼓场街道，是中华人民共和国贵州省毕节市金沙县下辖的一个街道办事处,也是金沙县治，旧名打鼓新场。
2013年6月24日，贵州省人民政府批复同意金沙县部分乡镇行政区划调整，撤销城关镇建制，以原城关镇光明社区、罗马社区、紫金社区、长安社区、新城社区、工农社区、太极村、大定村、黎明村、玉屏村、红岩村、旭华村等12个村（社区）地域为鼓场街道的行政区域，街道办事处驻罗马社区。

## 行政区划
鼓场街道下辖以下地区：
罗马社区、紫金社区、工农社区、新城社区、长安社区、光明社区、大定村、红岩村、黎明村、玉屏村、旭华村和太极村。